# Нанн, Джон
Джон Денис Мартин Нанн (англ. John Denis Martin Nunn; род. 25 апреля 1955, Лондон) — английский шахматист; гроссмейстер (1978). Математик, доктор наук. 

## Биография
В 15 лет студент Оксфордского университета (самый юный студент в Великобритании за 400 лет). До 1981 совмещал участие в шахматных соревнованиях с активной научной деятельностью; с 1981 шахматный профессионал.
Победитель юношеского чемпионата Европы (1974/1975). Чемпион Англии (1980). 
В составе сборной Англии участник различных командных соревнований (1976—1986); лучший результат — Олимпиада 1984 — 1-е место на 2-й доске. Участник зонального турнира в Марбелье (1982) — 1-4-е место (дополнительное соревнование в Лейдене, 1982, 1-4-е) и межзональных турниров в Толуке (1982) — 8-е и Сираке (1987) — 3-4-е места (проиграл дополнительный матч за выход в соревнования претендентов Л. Портишу — 2 : 4).
Лучшие результаты в других международных соревнованиях: Будапешт (1978) — 1-е; Дортмунд (1979) — 3-е; Лондон (1979) — 2-7-е, 1983 — 1-4-е, 1984 — 1-5-е, 1985 — 2-5-е, 1986 — 4-5-е; Женева (1979) — 1-2-е; Гастингс (1979/1980) — 1-2-е; Манчестер (1980) и Хельсинки (1981) — 1-2-е; Висбаден (1981) — 1-е; Вейк-ан-Зее и Биль (1982) — 1-2-е; Лугано и Рамсгит (1982), Хельсинки (1983) — 2-е; Биль (1983) — 1-2-е; Гамбург (1984) — 1-3-е; Брайтон (1983) и Цюрих (1984) — 1-е; Лугано (1983 и 1984) — 2-5-е; Вейк-ан-Зее (1985) — 2-3-е; Амстердам (1985) — 3-е; Брюссель (1986) — 3-4-е; Женева (1987) — 1-е (127 участников); Дортмунд (1987) — 4-5-е места.
Успешно выступает в соревнованиях решателей задач и этюдов: трижды становился победителем чемпионата мира по решению в индивидуальном зачёте (2004, 2007, 2010); победитель Олимпийского конкурса 1984.
Составляет шахматные этюды и задачи разных жанров.
Широкому кругу российских любителей шахмат известен прежде всего как автор нескольких уникальных учебников по эндшпилю, пока не переведённых на русский язык.

## Изменения рейтинга
| Графики недоступны из-за технических проблем. См. информацию на Фабрикаторе и на mediawiki.org. |